# Tata Motors

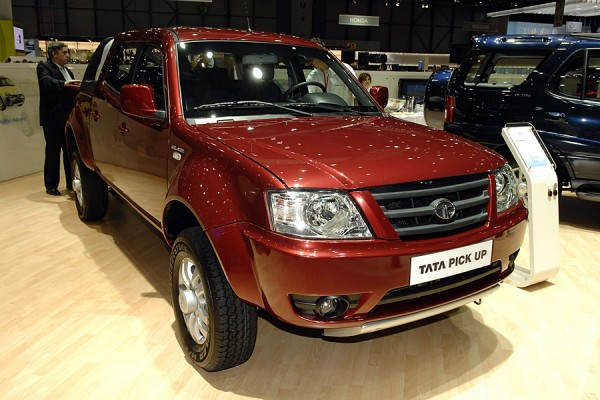
Tata Xenon, 2007

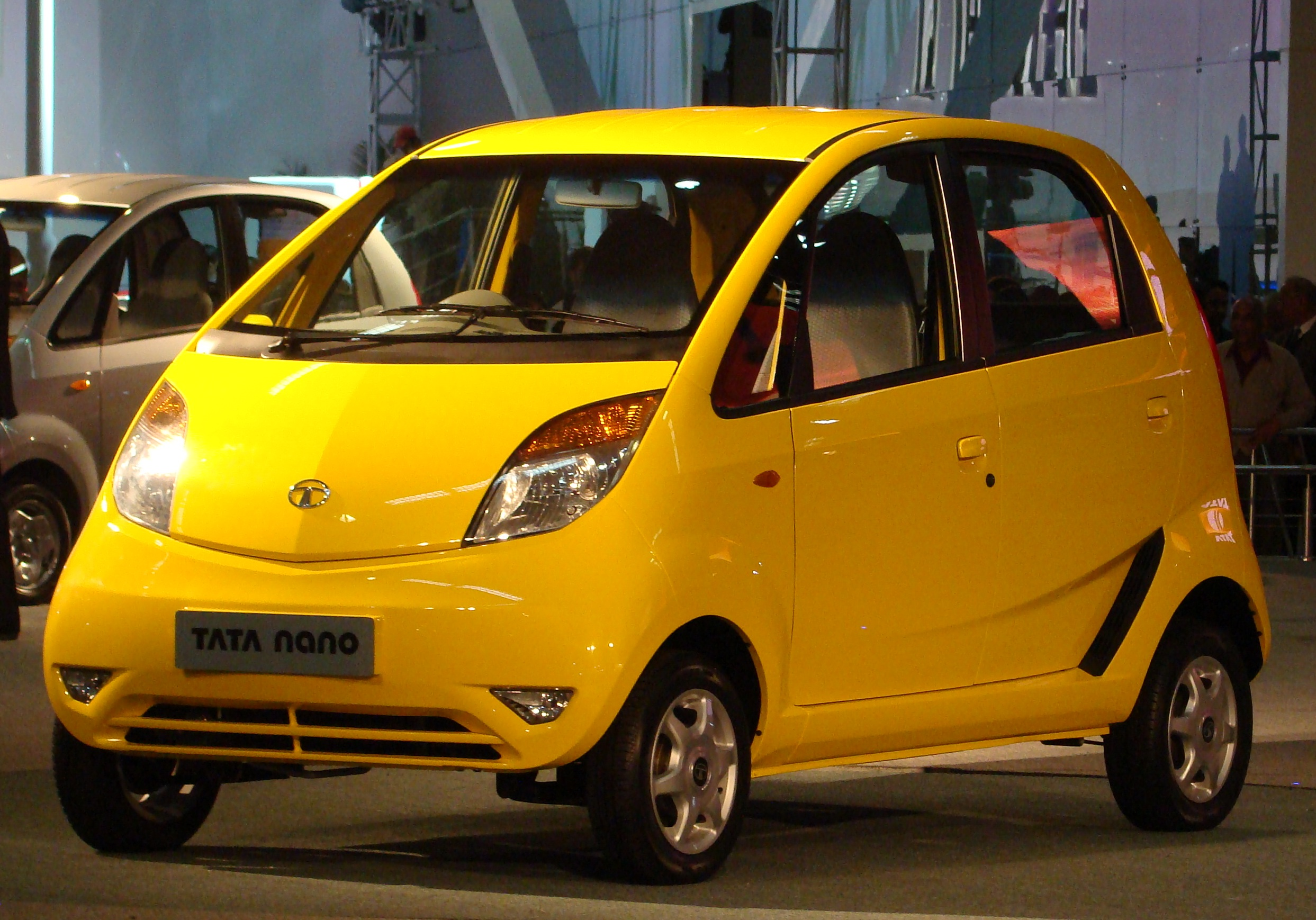
Tata Nano

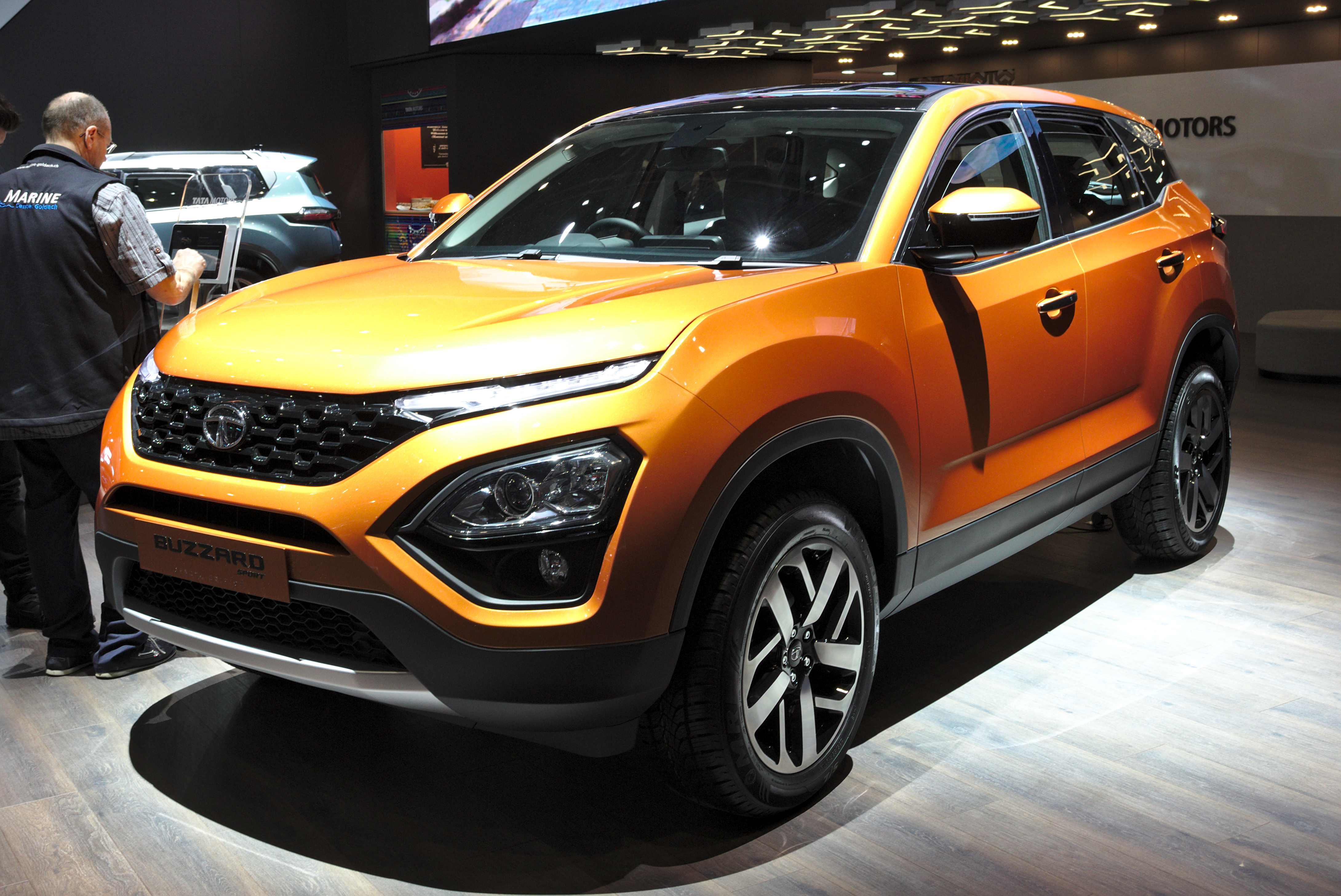
Tata Harrier, 2019

Tata Motors (in hindī टाटा मोटर्स), precedentemente chiamata TELCO (TATA Engineering and Locomotive Company), è la più importante casa indiana per la fabbricazione di automobili e mezzi di trasporto di persone e veicoli commerciali leggeri. Fa parte del gruppo Tata Group la cui sede è a Mumbai.

## Storia
- 1945 Creazione di Tata Motors dalla famiglia indiana Jamshetji Tata, in un primo tempo specializzata nella produzione di treni.
- 2004 Prima quotazione presso il New York Stock Exchange.
- 2007 Tata Motors firma un accordo di trasferimento di tecnologia con Motor Development International, per la fabbricazione di un motore ad aria compressa in India.
- Nel gennaio 2007 Tata Motors annuncia di aver concluso un accordo di cooperazione e la creazione di una joint-venture industriale in India con la Fiat Group S.p.A. per la fabbricazione di automobili, motori e trasmissioni a destinazione di fabbricazioni locali e per l'esportazione.
- Il 10 gennaio 2008, Tata lancia la nuova e mini auto Tata Nano, una vettura a basso costo da 2000 dollari.
- Il 26 marzo 2008, Ford informa della vendita a Tata dei marchi prestigiosi Jaguar e Land Rover. Il prezzo di vendita ufficiale è di 2,3 miliardi di dollari.
- il 30 luglio 2025 viene annunciata l'acquisizione di Iveco Group, ceduto dalla Exor della famiglia Agnelli.

## La joint-venture Fiat Tata
Fiat Group Automobiles e Tata Motors avevano già unito le loro forze commerciali sul mercato indiano, dato che la rete commerciale Tata distribuiva i modelli Fiat, assieme agli ex dealers Fiat Premier, sin dal mese di marzo 2006.
Questa joint-venture riguarda la parte industriale, cioè la fabbricazione in un nuovissimo stabilimento della FCA India Automobiles già operativo a Ranjangaon nello stato indiano di Maharashtra, di veicoli dei due marchi, motori e trasmissioni della FPT - Fiat Powertrain Technologies - destinati ai due costruttori. La nuova Fiat Palio Stile è già fabbricata in questa nuova fabbrica dal 2007.
L'accordo firmato consentirà di iniziare rapidamente la fabbricazione dei nuovi modelli già noti in Europa, che sono le Fiat Grande Punto e Fiat Linea. Le parti meccaniche come il motore diesel Fiat 1.3 Multijet, i motori benzina 1.2 e 1.4 Fire saranno ugualmente fabbricati. Lo stabilimento disporrà di una linea specifica per un futuro modello Tata. Lo stabilimento di Ranjangaon ha una capacità produttiva, a regime, di 100.000 automobili e 200.000 motori e trasmissioni annui. L'investimento complessivo si aggira sui 650 M € e darà lavoro a più di 4000 dipendenti.
I modelli Tata Motors prodotti nello stabilimento Fiat sono stati la Indica Vista, Indigo Manza. Successivamente l'accordo è stato sciolto ma è rimasta la fornitura di motori diesel 1.3 Multijet sui modelli Tata (montati sulle successive Zest e Bolt) mentre nel 2018 inizia la fornitura da parte di Fiat del 2,0 litri Multijet montato sul modello Tata Harrier.

## Elenco dei modelli

### Vetture compatte
- Tata Nano
- Tata Indica
- Tata Indigo
- Tata Indica Vista
- Tata Indigo Manza
- Tata Bolt
- Tata Zest
- Tata Tiago
- Tata Tigor

### SUV e Crossover
- Tata Nexon
- Tata Harrier
- Tata Estate
- Tata Sierra
- Tata Sumo
- Tata Safari
- Tata Aria
- Tata Hexa

### Veicoli commerciali
- Tata Telcoline
- Tata Xenon
- Tata 407
- Tata Winger
- Tata Ace
- Tata Magic
- Tata Novus
- Tata Prima